# Cibira
Cibira (in greco antico: Κιβύρα?, in latino Cibyra), nota anche col nome di Cibyra Magna (in greco antico: ἡ μεγάλη Κιβύρα?), in contrapposizione a un'altra città, chiamata Cibyra Parva e situata in Panfilia, è un'antica città e un sito archeologico nella Turchia sud-occidentale, vicino alla moderna città di Gölhisar, nella provincia di Burdur. Era la città principale del distretto cibirate.

## Ubicazione della città e della sua regione
Strabone non dà la posizione esatta di Cibira. Dopo aver menzionato Antiochia sul Meandro come città sita in Caria, egli dice che verso sud si incontra prima Cibyra Magna, poi Sinda, la regione della Cabalis, arrivando infine al Tauro e alla Licia. Tolomeo colloca Cibira nella Grande Frigia e assegna le tre città di Bubon, Balbura e Oenoanda alla Cabalis della Licia, descrizione coerente con quella di Strabone.
L'altezza della pianura cibirate è stimata a 1070 m.s.l.m.. Essa oggi produce mais. Essendo ora accertata l'ubicazione dei siti di Balbura, Bubon e Oenoanda, che si trova sullo Xanto, possiamo farci un'idea abbastanza corretta dell'estensione della Cibiratide. Essa comprendeva la parte più alta del bacino dello Xanto e tutta la parte superiore e probabilmente la parte centrale del bacino dell'Indo (l'odierno Dalaman Çayı), poiché Strabone dice che la Cibiratide raggiungeva la Perea Rodia. La lunga dorsale dell'antico Mons Cadmus (di cui è parte l'odierno Babadağ), la cui vetta è alta quasi 2000 metri, la delimitava a ovest separandola dalla Caria. La parte superiore del bacino dell'Indo consiste di numerose piccole valli, ognuna delle quali ha il suo piccolo corso d'acqua. La breve descrizione di Plinio è stata ricavata da buone fonti: il fiume Indo, che sorge sulle colline dei Cibirati, riceve sessanta fiumi perenni e più di cento torrenti. Il luogo è stato infine identificato grazie a iscrizioni sul posto, e si trova 3 km a nordovest del villaggio di Gölhisar.

## Storia
La fondazione di Cibira da parte di Sparta è leggendaria. La città diventò potente a causa dei suoi buoni ordinamenti: i villaggi su cui dominava si estendevano dalla Pisidia e l'adiacente Milias sino alla Licia e alla Perea Rodia. Quando nel secondo secolo a.c. le tre città vicine di Bubon, Balubura e Oenoanda si unirono ad essa, si formò una confederazione di quattro città (Tetrapolis) detta "Cibiratide" (Cibyratis). Ogni città aveva un voto, ma Cibira ne aveva due, in quanto solo essa poteva radunare 30000 fanti e 2000 cavalieri. Fu sempre governata da tiranni, ma il governo rimase moderato. La tetrapolis formata sotto la guida di Cibira fu sciolta dal generale romano Lucio Licinio Murena nell'83 a.C., al tempo della prima guerra mitridatica. In quell'occasione Balbura e Bubon furono assegnate ai Lici. Il conventus iuridicus di Cibira, tuttavia, rimase ancora uno dei più grandi in Asia. 
Cibira viene menzionata per la prima volta da Tito Livio nel suo racconto delle operazioni militari del console Gneo Manlio Vulsone, che vi arrivò discendendo il corso superiore del Meandro e attraversando la Caria. Probabilmente egli avanzò lungo la valle dell'odierno Karaook, attraverso la quale la strada attuale conduce dalla Cibiratide a Laodicea al Lico. Manlio pretese e ottenne da Moagete, tiranno di Cibira, 100 talenti e 10000 medimni di grano. Livio dice che Moagete aveva sotto di lui Syleum e Alimne, oltre a Cibira. Alimne può essere identificata con i resti di una grande città su un'isola nel lago di Gule Hissar, isola che è collegata alla terraferma da un'antica strada rialzata. Questo lago si trova nell'angolo tra il fiume Caulares e il fiume di Cibira. Moagete, che fu l'ultimo tiranno di Cibira, era figlio di Pancrate. Esso fu deposto da Lucio Licinio Murena, probabilmente nell'84 a.C., quando il suo territorio fu diviso, e Cibira fu unita alla Frigia.
Plinio il Vecchio afferma che venticinque città appartenevano alla iurisdictio o conventus di Cibira; e aggiunge che la città di Cibira apparteneva alla Frigia. Questo, come molti altri degli assetti politici romani, era piuttosto in disaccordo con le divisioni fisiche del paese. Laodicea al Lico era una delle città principali di questo conventus. Sotto i Romani, Cibira era un luogo di grande commercio, come sembra. La sua posizione, tuttavia, non sembra molto favorevole per gli scambi, perché non è né sul mare né su una grande strada. Si può concludere, tuttavia, che i negoziatori e i mercanti romani trovavano qualcosa da fare qui, e probabilmente il grano della valle dell'Indo e la lana e il ferro di Cibira potevano fornire articoli di commercio. Il minerale di ferro è abbondante nella Cibiratide. Durante il regno di Tiberio, Cibira fu molto danneggiata da un terremoto: per aiutarla, l'imperatore raccomandò la promulgazione di un Senatus consultum che la sollevava dal pagamento del tributum (la tassa sulla proprietà) per tre anni. Nel brano di Tacito relativo a ciò, la città viene chiamata civitas cibyratica apud Asiam.

## Lingua e cultura
Strabone dice che i suoi abitanti, detti Cibirati, erano considerati discendenti di quella parte dei Lidi che un tempo occuparono la Cabalis: questi ultimi, espulsi in seguito dai vicini Pisidi, che qui si stabilirono, spostarono la loro città in un'altra posizione in un luogo fortificato, che aveva un perimetro lungo circa 100 stadi.
A Cibira si parlavano quattro lingue: il pisidico, il greco, la lingua dei Solimi e il lidio. Essa era anche il luogo in cui, secondo Strabone, ancora ai suoi tempi (primo secolo a.C.) il lidio era ancora parlato tra una popolazione multiculturale, rendendo così Cibira l'ultima località dove la cultura lidia era ancora attestata, mentre in quel tempo secondo le fonti a nostra disposizione era già estinta nella Lidia propriamente detta. Era una particolarità di Cibira che i suoi artigiani sapessero lavorare facilmente il ferro con uno scalpello o con uno strumento appuntito. È anche menzionata una corporazione di fabbricanti di scarpe.
Non conosciamo alcun artista di Cibira, eccetto due, menzionati da Cicerone: questi erano però più famosi per la loro furfanteria che per l'abilità artistica.

## Il sito oggi
Le rovine di Cibira coprono il ciglio di una collina a una quota posta tra i 90 e i 120 metri sopra il livello della pianura sottostante. Il materiale per gli edifici venne ricavato dal calcare che si trova nelle vicinanze; e molti di loro sono in buone condizioni. Uno degli edifici principali è un teatro, in buono stato di conservazione, con un diametro di 81 metri. I suoi posti godono della vista della pianura cibirate e delle montagne verso la Milias. Sulla piattaforma vicino al teatro si trovano le rovine di diversi grandi edifici che si suppone fossero templi, alcuni di dorici e altri corinzi. Su un blocco c'è un'iscrizione che recita: "Καισαρεων Κιβυρατων ἡ βουλη και ὁ δημος", da cui risulta che nel periodo romano la città aveva anche il nome di Cesarea. Il nome Καισαρεων appare su alcune delle monete di Cibira. Un grande edificio a circa 90 metri dal teatro dovrebbe essere un Odeon o un teatro musicale. Non ci sono tracce di mura cittadine.
Lo stadio, con i suoi 200 metri di lunghezza e 24 di ampiezza, si trova all'estremità inferiore del costone su cui sorge la città. Il fianco della collina fu in parte scavato per far posto a esso; e sul lato formato dal pendio della collina erano disposte 21 file di sedili, che all'estremità superiore dello stadio giravano in modo da realizzare un fondale teatrale. Questa parte dello stadio è perfettamente conservata, mentre i posti sul lato della collina sono stati divelti dagli arbusti che sono cresciuti tra loro. Questi posti si affacciano sulla piana di Cibira. I sedili sul lato opposto della collina erano fatti da blocchi di marmo posti su un muretto costruito lungo il bordo della terrazza, formato tagliando il fianco della collina. Vicino all'ingresso dello stadio corre verso est una cresta, coronata da una strada lastricata: essa è delimitata su ciascun lato da sarcofagi e monumenti sepolcrali. All'ingresso di questo viale sepolcrale c'era un enorme arco trionfale di stile dorico, ora in rovina.

## Epigrafica
Tre epigrafi di Cibira in lingua greca sono riportate nell'Appendice dell'opera Lycia di Spratt. Tutte contengono il nome della città e appartengono tutte al periodo romano. Una di essa sembra destinata a ricordare una statua o un monumento commemorativo in onore di Lucio Elio Cesare, il figlio adottivo di Adriano, e menziona il suo essere in quel momento nel secondo consolato, permettendo così di datare l'epigrafe al 137 d.C..